# Maximilien Joseph d'Autriche-Este
Maximilien Joseph d'Autriche-Este, né à Modène le 14 juillet 1782 et mort à Altmünster le 1er juin 1863, est un prince de Modène et archiduc d'Autriche, membre de la maison de Habsbourg-Este, devenu grand-maître de l'ordre Teutonique.

## Biographie
Maximilien Joseph d'Autriche-Este, prince de Modène et archiduc d'Autriche, est le quatrième fils de l'archiduc Ferdinand d'Autriche-Este, duc titulaire de Modène et Reggio, et de Marie-Béatrice d'Este, duchesse de Massa et princesse de Carrare. Il est ainsi le frère cadet du duc François IV de Modène, mais également de l'impératrice d'Autriche Marie-Louise de Habsbourg-Este et de la reine de Sardaigne Marie-Thérèse de Habsbourg-Este.
Comme tous les membres de sa maison, l'archiduc Maximilien-Joseph est destiné au métiers des armes ou à l'état ecclésiastique. Tout en rejoignant l'ordre Teutonique en 1801 à l'âge de 19 ans dont son oncle l'archiduc Maximilien-François est grand maître, il est nommé major général de l'armée en 1805. Il combat les Français en Allemagne, notamment à Ratisbonne.
En 1835, il est nommé grand maître de l'ordre Teutonique.
Il fait bâtir plusieurs fortifications dans les possessions autrichiennes en Italie, comme la Torre Massimiliano à Venise.
Proche du Rédemptoriste Clément-Marie Hofbauer, il favorise l'édification de l'institut qui porte son nom, le Maximilianeum, dont les desseins sont de fournir à l'état les cadres dont il a besoin.